# مارتینو بورگزه
مارتینو بورگزه (انگلیسی: Martino Borghese؛ زادهٔ ۵ ژوئن ۱۹۸۷) بازیکن فوتبال اهل ایتالیا است.
از باشگاه‌هایی که در آن بازی کرده‌است می‌توان به باشگاه فوتبال اینتر میلان، باشگاه فوتبال اسپتزیا، باشگاه فوتبال باری، باشگاه فوتبال دلفینو پسکارا، باشگاه فوتبال لوگانو، باشگاه فوتبال جنوآ، باشگاه فوتبال کومو، باشگاه فوتبال لیورنو، باشگاه فوتبال پرو ورچلی، و باشگاه فوتبال وارزه اشاره کرد.